# Gara Centrală din Sofia

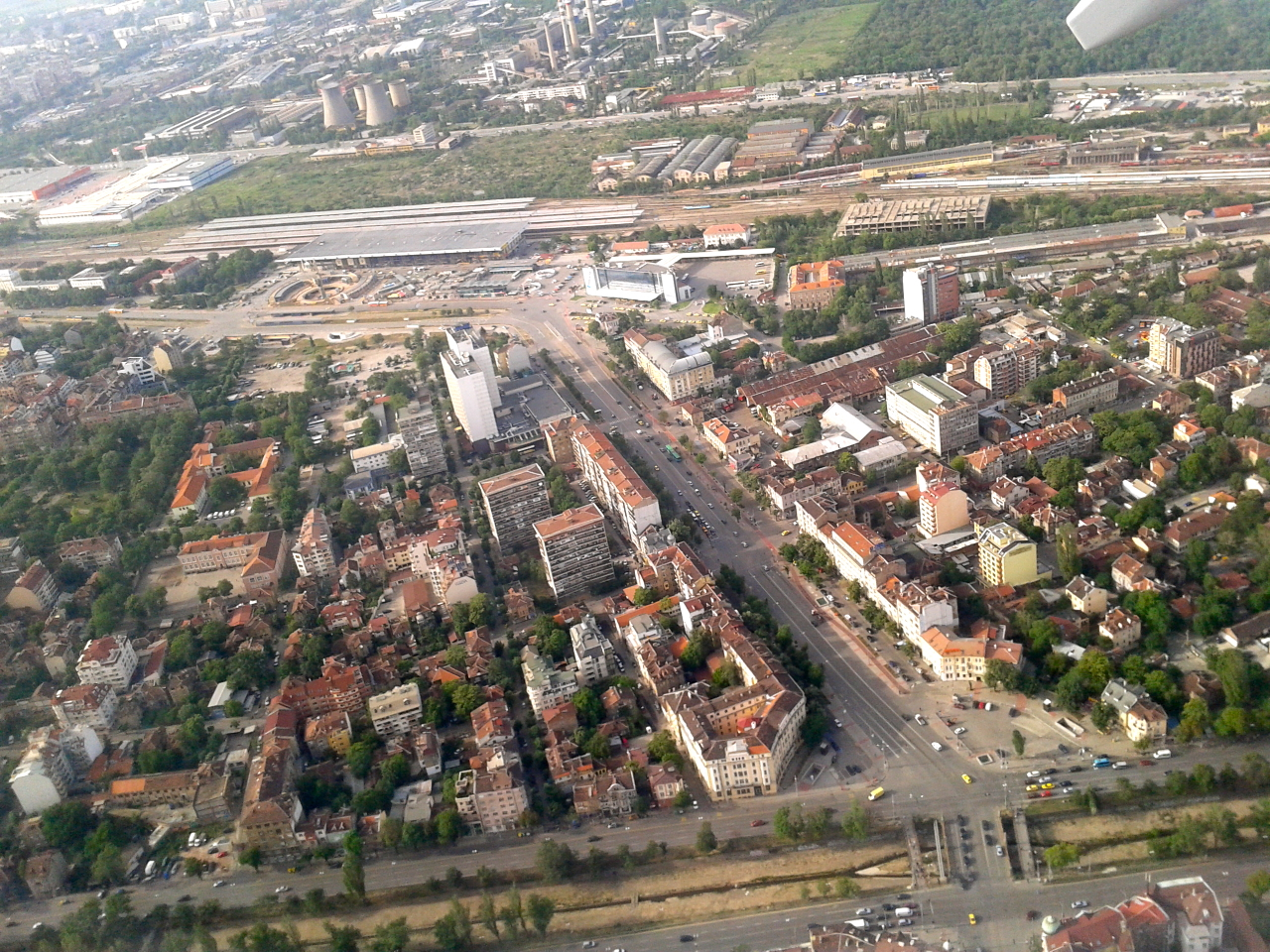
Vedere aeriană a Gării Centrale și a Autogării Centrale din Sofia

Gara Centrală din Sofia (în bulgară Централна железопътна гара София, transliterat: Țentralna jelezopatna gara Sofia) este principala gară de pasageri din Sofia, capitala Bulgariei, precum și cea mai mare stație feroviară a țării. Se află la 1 km nord de centrul orașului după Podul Leilor, pe Bulevardul Marie Louise, în imediata apropiere a Autogării Centrale din Sofia. Ea a fost complet renovată în anii 2015-2016.

## Istoric
Clădirea originală a Gării din Sofia a fost inaugurată pe 1 august 1888 pentru a deservi calea ferată Țaribrod-Sofia-Vakarel, prima linie a Căilor Ferate Bulgare construită în întregime de inginerii bulgari. Clădirea a fost proiectată de arhitecții Antonín Kolář, Václav Prošek și Marinov și a fost construită cu participarea unor specialiști din Italia sub supravegherea antreprenorului bulgar Ivan Grozev între 1882 și 1888. Era o clădire cu un etaj, ce avea 96 m lungime și 12 m lățime, cu un mic turn cu ceas pe fațadă îndreptat către Vitoșa, plus un al doilea etaj pe laturile de vest și de est. Primul director al gării a fost Iosif Karapirov. Gara din Sofia a fost renovată și extinsă de mai multe ori. Odată cu construirea gării Poduiane în 1948, Gara Sofia a fost redenumită Gara Centrală din Sofia.
În anul 1971 a început construirea unei noi gări centrale în stil brutalist de către compania Transproekt după planurile arhitectului Milko Becev. Vechea clădire a fost complet demolată pe 15 aprilie 1974, iar noua clădire a fost inaugurată pe 6 septembrie 1974. Aceasta a fost construită în principal din marmură albă și are două etaje subterane și trei etaje supraterane și 365 de spații.
În perioada ianuarie-iulie 2004 prin Gara Centrală din Sofia au trecut 2.323.844 pasageri, adică 11,8% dintre toți pasagerii rețelei de căi ferate din țară. În medie 10.910 de pasageri trec zilnic prin gară, precum și 166 de trenuri (84 sosesc și 82 pleacă). Stația are 30 de case de bilete și 5 panouri cu afișaj electronic.

## Destinații
Următoarele orașe sunt destinațiile posibile ale trenurilor ce trec prin Gara Centrală din Sofia:
Directe:
- Belgrad
- București
- Istanbul
- Liov
- Niș
- Seghedin
- Salonic

Indirecte (de exemplu cu una sau mai multe schimbări de tren pe traseu)

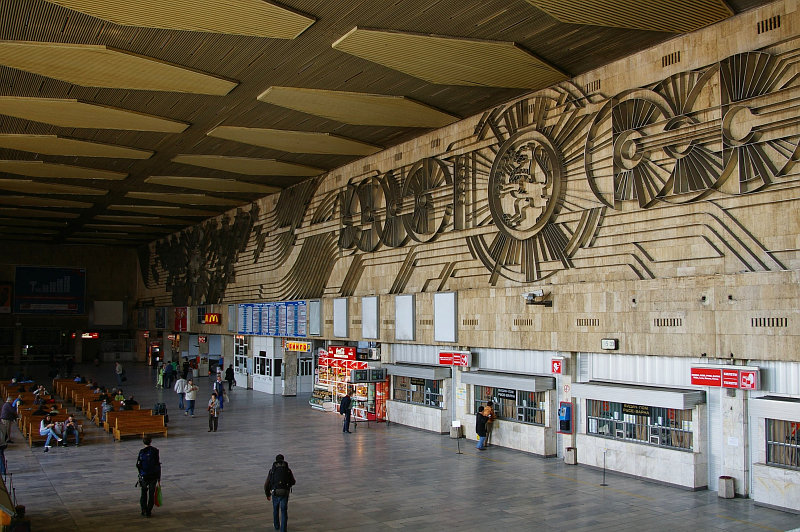
Interiorul Gării Centrale din Sofia.

- Astana
- Atena
- Almatî
- Ankara
- Baku
- Bar
- Berna
- Berney Arms
- Beijing
- Cadiz
- Düsseldorf
- Frankfurt
- Milano
- München
- Napoli
- Paris
- Phenian

- Roma
- Shanghai
- Tașkent
- Tbilisi
- Thurso
- Veneția
- Erevan
- Zagreb
- Zittau
- Zürich

## Legături de transport

### Transport public
- Tramvaie: 1, 3, 4, 6, 7, 12
- Autobuze: 60, 74, 77, 78, 82, 85, 101, 213, 214, 285, 305, 404, 413

#### Metrou
Stația Gara centrală a Metroului din Sofia (linia 2) se află chiar lângă Gara Centrală. 

## Renovări
Gara Centrală și piața din fața ei au fost renovate și reconstruite în anii 2000 sub conducerea lui Milan Dobrev, fiind adăugate elemente structurale de tensiune  în stilul celor folosite la Stadionul Olimpic din München pe o suprafață de 4.500 m2. Interiorul a fost, de asemenea, considerabil modernizat. Întregul proiect a costat 3,5 milioane de dolari.
Pe 22 august 2013 a fost semnat un contract de renovare în valoare de 56 de milioane de leva (~28,6 milioane de euro). Renovarea a fost încheiată în 2016.